# Augusto de Lima
Augusto de Lima (Congonhas de Sabará, 1859. április 5. – Rio de Janeiro, 1934. április 22.) brazil újságíró, költő, politikus, tanár, rendőrbíró, zenész és író. A Brazil Szépirodalmi Akadémia tagja volt, továbbá volt Minas Gerais állam kormányzója is.
Róla nevezték el Augusto de Lima települést.